# Decatró
Un  decatró  és una vàlvula termoiònica que funciona com a comptador d'impulsos.

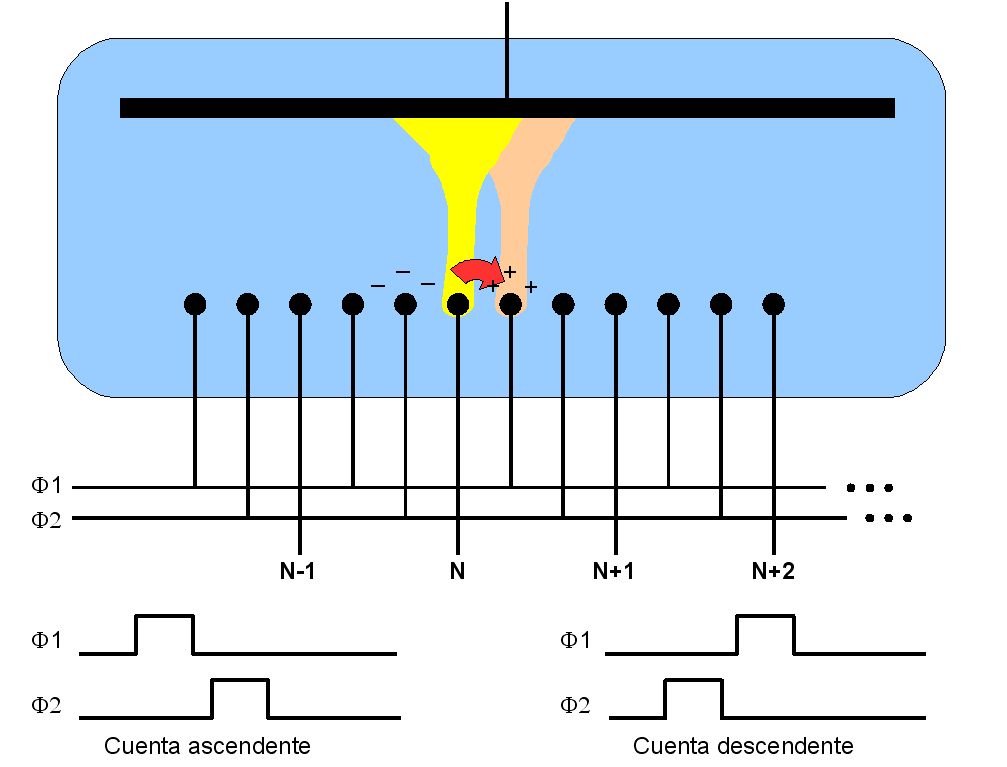
Esquema del Decatró

Consta de deu ànodes que són les sortides del tub. A part, té dos grups de deu ànodes, els de cada grup interconnectats entre si de manera que a l'exterior hi surten dues potes, que són els senyals de comptatge. Aplicant-los consecutivament un impuls positiu, s'avança o retrocedeix el comptatge.

## Funcionament
El Decatró conté gas a baixa pressió, que s'ionitza quan els ànodes estan a una tensió positiva suficient. Aquest núvol de gas ionitzat crea un camí de baixa resistència a un dels ànodes. El tub queda en aquest estat fins que s'apliqui un impuls més positiu a un elèctrode de comptatge. En aquest moment, la ionització es desplaça a l'ànode auxiliar més proper (vegeu figura). Un segon impuls positiu a l'altre ànode auxiliar fa avançar la ionització. Quan l'impuls desapareix, el núvol ionitzat passa al següent ànode, completant un comptatge.
També hi ha models amb un sol grup d'ànodes auxiliars que només permeten el comptatge unidireccional. En aquest tipus, és la geometria del tub la que evita que el núvol ionitzat retrocedeixi cap a l'ànode d'on va partir abans de l'impuls de comptatge.